# Pierre Maurice (professeur)
 (mars 2019).
Si vous disposez d'ouvrages ou d'articles de référence ou si vous connaissez des sites web de qualité traitant du thème abordé ici, merci de compléter l'article en donnant les références utiles à sa vérifiabilité et en les liant à la section « Notes et références ».
Pour les articles homonymes, voir Pierre Maurice (homonymie) et Maurice.
Pierre Maurice est un professeur d'économie français né le 4 mars 1934 à La Tronche (Isère).

## Biographie
Il naît le 4 mars 1934 à la La Tronche (Isère).
Il est directeur de l'Institut d'études juridiques, économiques et politiques de la Réunion de 1969 à 1971.
Il enseigne à l'Université des Sciences Sociales Grenoble II de 1971 à 1987.
Il est conseiller municipal de Biviers (Isère) de 1983 à 1989.
Il passe sa thèse d'économie en 1958 puis est agrégé en 1996.
Il est capitaine de réserve dans la marine.

### Vie privée
Il est marié et père de cinq enfants.

### 1958 – 1966
- « Les théories modernes de l'exploitation du travail, essai d'analyse critique », Paris Dalloz, 1960, 512 p.[4].
- Deux articles, résumés de la thèse, Économie et Humanisme, 1962
- « Les prestations sociales dans la comptabilité nationale », Revue économique, 1962
- « De Laghouat à Hassi-Messaoud, vues sur le M’Zab et l’ancien département du Sahara », Cahiers « Le Sud et son développement », Alger, 1963.
- « Coûts et profits de la recherche scientifique, notions et principes », Cahiers de l’Institut de Science Économique Appliquée, 1964
- « La théorie monétaire de Milton Friedman », Revue économique, 1964
- « Le problème des transferts internationaux », Revue économique, 1966

### 1967 – 1994
- « Principes pour une stratégie nationale de la recherche scientifique », Direction des Affaires Scientifiques de l’O.C.D.E., 1967
- « Situations des productions de canne et sucre à La Réunion à mi-parcours du Vème Plan », août 1968, Rapport de la Commission « Agriculture » du Comité d’Expansion Économique et Sociale de La Réunion (32 p.) et annexes (30 p.)
- « L’économie sucrière à La Réunion », Revue économique de Madagascar, 1969, p. 185-243.
- « Rapport général de la Commission locale du Plan », La Réunion, VIe plan, 1970 (co-rapporteur avec Philippe Loiseau, S.G.A.E. à la Préfecture de La Réunion).
- « Le cloisonnement des échanges extérieurs des pays de l’océan Indien », APOI, tome 1, 1974, p. 79-109
- Chroniques démographiques et économiques, dans Annuaire des Pays de l’Océan Indien (APOI), 1974 à 1986, sur les pays suivants : Djibouti, Somalie, Kenya, Tanzanie, Mozambique, Afrique du Sud, La Réunion, les Seychelles.
- « Un bilan des échanges commerciaux entre l’Europe et les pays de l’océan Indien », APOI tome 8, 1981, p. 63-78.
- « Éléments d’une problématique de la coopération dans un espace régional plurinational », APOI, tome 9, 1982-83, p. 47-54.
- « Perspectives démographiques et économiques de La Réunion », Cahiers régionaux de l’Institut du Développement de La Réunion, Saint-Denis, 1988.
- « L’économie de La Réunion en 1989 : éléments d’un bilan », APOI, tome 11, 1986-89, p. 203-223.
- « Situation et perspectives de l’emploi à La Réunion », Cahiers de l’Institut du Développement de La Réunion, Saint-Denis, 1989.
- Rapport de synthèse du colloque international « Géopolitique et géostratégie dans l’hémisphère Sud », mai 1990, publications du C.E.R.I.G.O.I. de l’Université de La Réunion, St-Denis, 1991, p. 543-554.
- « Mayotte et la Communauté Économique Européenne », Communication au colloque de Mamoudzou sur « Mayotte », avril 1991, Publications de l’Université de La Réunion, 1992, p. 317-329. ; reprise dans APOI, tome 12, vol. XII, 1990-1991, p. 247-263, réédition L.G.D.J. 1996 p. 377-700.
- « Manifeste pour un développement de La Réunion ; Réflexions et propositions d’action », par un groupe d’inspiration humaniste et chrétienne, en collaboration avec Benoît Van Gaver, Bertrand Lejuge de Segrais, Jean de Puybaudet s.j., et Christian You ; publié par « Humanisme et Progrès », 1991, réédition 1992, Imprimerie IGR, 76 pages.
- « Non-pertinence des outils statistiques nationaux pour le traitement des espaces régionaux insulaires », communication au Colloque international de Statistiques économiques, Macao, juin 1991.
- « Typologie des relations internationales dans l’océan Indien », Rapport de synthèse du colloque « Les relations internationales dans l’océan Indien », sept. 1992, C.E.R.I.G.O.I., Université de la Réunion, 1993, p. 373-382. Repris dans APOI tome 13, 1992-1994, p. 447-458.
- « La présence et l’influence économiques actuelles et potentielles de la République Sud-Africaine dans le Sud-Ouest de l’océan Indien », communication au 1er séminaire ORIHS, sept. 1993, parue dans « L’évolution de l’Afrique australe depuis l’indépendance de la Namibie », Cahier ORIHS n° 1, Grenoble 1995, p. 67-83.
- « Appréhension des problèmes de développement pour des espaces insulaires réduits et isolés », Colloque international de Lesbos (Grèce), 1991, et colloque conjoint de deux universités d’Australie occidentale (Western Australia et Edith Cowan), Perth, décembre 1993.
- « Quel statut constitutionnel pour des petits espaces insulaires en retard de développement ? », communication au Colloque de l’Association internationale des Petits Espaces insulaires, Okinawa, mai 1994.
- « Les différents systèmes d’intervention de la Communauté Européenne ; la situation des pays de l’hémisphère Sud », communication au 2e séminaire ORIHS, sept. 1994, parue en français dans “External Powers in the International Relations of the Southern Hemisphere, Political, Military and Economic Dimensions”, Cahier ORIHS no 2, Perth, 1996, p. 92-115.

### 1995 – 2014
- « Rapport de synthèse » présenté au 1er colloque “ORIHS” et “Droit de la Défense” tenu à Paris en sept. 1995, « Les États face aux nouvelles menaces internationales, les implications pour l‘hémisphère Sud », Centre Recherches Droit & Défense, Université René Descartes Paris V, déc. 1998, p. 195-204.
- « Les perspectives économiques de l’Argentine, du Brésil et du Chili », communication au 3e séminaire ORIHS tenu en sept. 1996 à The University of Capetown, parue dans “The Implications of Global Changes for the Southern Hemisphere Countries”, Cahier ORIHS n° 3, oct. 1998, p. 123-150.
- « Dans quelle catégorie ranger l’économie de La Réunion », communication au colloque « 1946, La Réunion, Département français : regards sur La Réunion contemporaine » tenu à l’université de La Réunion les 6-10 déc. 1996. Édition L’Harmattan Paris, 1999, p. 479- 501, reprise dans APOI tome 14, 1995-1996, p. 217-246.
- Expertise pour le développement de La Réunion et contribution au Rapport de la Société Arthur Andersen pour la Direction Générale XXI “Douane et Fiscalité Indirecte” de la Commission Européenne, sur « L’octroi de mer dans les départements français d’outre-mer », mai 1997, 13 pages.
- « Les différents régimes d’intervention de l’Union Européenne, le cas des pays de l’hémisphère Sud », communication au 4e séminaire de l’ORIHS, “The European Union and the Southern Hemisphere”, tenu en juillet 1997 à The University of Kent at Canterbury (Grande-Bretagne) Cahier ORIHS n° 4, Grenoble, 2000 p. 1-9.
- « Ressources humaines et développement : le cas des îles françaises », communication au colloque « International Conference on Human Resources and Future Generations in Islands and Small States », Foundation for International Studies, Université de Malte, nov. 1997.
- « L’économie de Mayotte, finances publiques et développement », rapport présenté devant le groupe de réflexion sur l‘avenir de Mayotte, janv.-déc. 1997, annexé à la publication « Réflexions sur l’avenir institutionnel de Mayotte », Secrétariat d’État à  l‘Outre-Mer, Paris, Documentation française, déc. 1998.
- « L’Europe de la défense et de la sécurité », communication au IVème colloque du Centre d’Études Stratégiques de l’Université de Campinas, Brésil, avril 1998; diffusée sur internet.
- « La position de la France et de la communauté internationale à l’égard des Iles Comores”, communication présentée au colloque de l’Institut Austral de Développement, St-Denis de La Réunion, nov. 1999, 59 p. ; parue dans « Sécurité et insécurité dans l’hémisphère Sud », et au 5ème séminaire ORIHS tenu à Nice, Université de Nice-Sophia Antipolis, Institut du Droit de la Paix et du Développement; Grenoble, Cahier ORIHS no 5, nov. 1998, p. 127-187; reprise dans APOI, tome 16, 1999-2000, p. 401-457.
- « La situation économique des Seychelles en 2001 : le surendettement est-il compatible avec l’indépendance ? », rapport d’expertise en 2001 et communication au 7ème séminaire ORIHS tenu à Nouméa (Nouvelle Calédonie) en mars 2002, Cahier ORIHS n° 7, p. 97-119; repris dans APOI, tome 17, 2001-2002, p. 381-398, et dans Revue Juridique Polynésienne, Vol. 9, 2003, p. 15-33.
- « Les défis économiques fondateurs de la nouvelle Afrique du Sud », communication au colloque “Les mythes fondateurs de l’Afrique du Sud”, 5e colloque international, Faculté des Lettres et Sciences Humaines de l’Université de La Réunion, mars 2003, p. 269-309. Collection Alizés, Revue angliciste de La Réunion, N° 24, sept. 2004, 368 p. Reprise sous le titre « Situation et perspectives économiques de l’Afrique du Sud », dans Revue Juridique Polynésienne, vol. 10.
- « Du Franc CFP à l’Euro », Cahiers juridiques, économiques et politiques de la Nouvelle-Calédonie, 2004, repris dans la Revue Juridique Polynésienne, Vol. 4, 2004, p. 287-303.
- « Le bonheur d’êtres aimés », vol.1 : « Naissance et jeunesse à Grenoble : 1934-1966 », 2012, Ed. Copymeylan, 702 pages.
- « Louis-François de Monteynard, ses origines, son œuvre », in ”Généalogies et Histoire”, Centre d’Études Généalogiques Rhône-Alpes, n° 155, sept. 2013, p. 38-43.
- « Le bonheur d’êtres aimés », vol. 2 : « Père de famille et Professeur à La Réunion, Grenoble et Biviers : 1967-94 », 698 p.
- « Le bonheur d’êtres aimés », vol. 3 : « La retraite à Biviers, naissance et croissance d’une tribu : du XXe au XXIe siècle », en préparation.

## Distinctions
- Prix du Citoyen Européen 2018, décerné par le Parlement européen (Paris sept 2018, Bruxelles octobre 2018)[5]
- Chevalier de la Légion d'honneur (avril 2016) à titre militaire (décoré D.P.L.V. « Au Péril de La Vie »)
- Chevalier de l'ordre national du Mérite (mai 1991)
- Croix de la Valeur Militaire avec étoile de bronze (juin 1960)
- Croix du Combattant, Médaille d'Afrique du Nord (novembre 1995)
- Médaille UNC du Djébel bronze (février 2015) et argent (février 2019)
- Médaille de bronze de l’Institut des Hautes Études de Défense Nationale (mars 2017)
- Chevalier de l'ordre des Palmes académiques (mars 1977)